# گنادی بوگولیوبوف
گنادی بوگولیوبوف (انگلیسی: Gennadiy Bogolyubov؛ زادهٔ ۱۹۶۱/۱۹۶۲ (۶۲–۶۳ سال)) کارآفرین، سرمایه‌دار، نیکوکار و بانکدار اهل اوکراین است.